# Triumph Sprint RS
La Triumph Sprint RS  è una moto sportiva prodotta nel Regno Unito dalla Triumph presso lo stabilimento di Hinckley, in Leicestershire dal 1999 al 2004. Dotata di motore a 4 tempi tre cilindri in linea, telaio in alluminio, rappresentò la versione sportiva della Sprint ST dalla quale si differenziava per alcuni accorgimenti.

## Caratteristiche
La Sprint RS fu presentata al pubblico in occasione del Salone Motociclistico di Milano nel 1999 come una versione più sportiva della Sprint ST ma meno performante della Daytona 955i, delle quali condivideva il motore a tre cilindri in linea. Dalla sorella tourer si distingue principalmente per un assetto più carico sull'avantreno, l'uso del tachimetro digitale anziché analogico, un andamento degli scarichi più alto e ammortizzatori più rigidi. Gli ammortizzatori posteriori erano a doppio braccio fino al 2004, anno in cui fu adottato il monobraccio come nella ST.